# Большие Отары (Нижегородская область)
Большие Отары — село в составе Воздвиженского сельсовета в Воскресенском районе Нижегородской области.

## География
Находится на левом берегу реки Уста на расстоянии примерно 12 километров по прямой на север-северо-восток от районного центра поселка  Воскресенское.

## История
Село известно с 1859 года, когда оно входило в Макарьевский уезд Нижегородской губернии, и в нем был отмечен 41 двор и 275 жителей. В 1925 году 678 жителей.

## Население
Постоянное население составляло 424 человека (русские 99%) в 2002 году, 406 в 2010 году .